# Rameje el Depósito Ejido
Rameje el Depósito Ejido är en ort i kommunen San José del Rincón i delstaten Mexiko i Mexiko. Samhället hade 1 385 invånare vid folkräkningen 2020.